# Jeremiah Rankin
Jeremiah Eames Rankin (ur. 2 stycznia 1828 w Thornton w stanie New Hampshire, zm. 28 listopada 1904 w Cleveland) – amerykański duchowny i poeta. Posługiwał się pseudonimem R.E. Jeremy. 
Ukończył Middlebury College w Vermont i Andover Theological Seminary. W 1855 został ordynowany. Pełnił posługę pastora w Nowym Jorku, St. Albans, Charlestown i w First Congregational Church w Waszyngtonie, jak również w Valley Congregational Church w Orange w stanie New Jersey. Był autorem licznych pieśni religijnych, w tym hymnu God Be with You Till We Meet Again. Wydał też tomik po szkocku Ingleside Rhaims; Verses in the Dialect of Burns (1887). W 1889 został prezydentem Howard University w Waszyngtonie.